# مرسى دبي
مرسى دبي، يسمى أيضًا دبي مرينا هو حي في قلب ما أصبح يعرف في الآونة الأخيرة باسم 'دبي الجديدة'، في دبي، الإمارات العربية المتحدة. دبي مارينا هي مدينة قناة اصطناعية، بنيت على امتداد ميلين (3 كم) من ساحل الخليج العربي. اعتبارًا من عام 2016، بلغ عدد سكانها 45395 نسمة. عند اكتمال التطوير، ستستوعب أكثر من 120,000 شخص في الأبراج السكنية والفيلات. والمرسى موجود على التقاطع 5 بين ميناء جبل علي والمنطقة التي تستضيف مدينة دبي للإنترنت، مدينة دبي للإعلام والجامعة الأميركية في دبي. المرحلة الأولى من هذا المشروع قد اكتملت. مرسى دبي استوحى وصُمم ليحاكي التطوير الناجح للغاية لمكان كونكورد المحيط الهادي على طول الخليج الكاذب في فانكوفر، كولومبيا البريطانية، كندا. وتشمل المنطقة  أكثر من 200 برج سكني فاخر بما في ذلك برج كيان
كانت هناك العديد من حالات الحياة البحرية (خاصة الحيتان وأسماك القرش) تدخل المرسى، بسبب قربها من البحر المفتوح.

## تطوير
من أجل إنشاء المرسى من صنع الإنسان، جلب المطورين مياه الخليج العربي إلى موقع مرسى دبي، وخلقوا واجهة بحرية جديدة. هناك ممر مائي كبير، محفور من الصحراء ويمتد بطول 3   كم. تم منح أكثر من 12٪ من إجمالي مساحة الأرض على الموقع لهذه المساحة العامة المركزية. على الرغم من أن جزءًا كبيرًا من هذه المنطقة يشغله سطح مياه المرسى، إلا أنه يشتمل أيضًا على ما يقرب من 8 كم من الممرات العامة ذات المناظر الطبيعية.
المرسى من صنع الإنسان بالكامل، وقد تم تطويره من قبل شركة التطوير العقاري شركة إعمار العقارية في دولة الإمارات العربية المتحدة. بتصميم هوك كندا. عند الانتهاء، يعتقد أنه سيكون أكبر مرسى من صنع الإنسان في العالم. أكبر مرسى من صنع الإنسان في العالم حاليا هو مارينا ديل راي في كاليفورنيا بالولايات المتحدة. هناك طريق أمامي يمكن الوصول إليه للجمهور حول المرسى وبعض أقسام المحيط العام على طول الشاطئ مع مناظر مطلة على نخلة جميرا. التهيئة الأوسع هي مساكن شاطئ جميرا. افتتح دبي مارينا الأبواب أمام المسجد الوحيد 'المسجد الرحيم' في أكتوبر 2013، والذي يقع في الطرف الجنوبي من المرسى.

### المرحلة الأولى
المرحلة الأولى من مشروع مرسى دبي تغطي 25 فدانا، والذي يتضمن ستة أبراج سكنية بواجهة بحرية حرة (أبراج مرسى دبي) و 64 فيلا فخمة متصلة بواسطة شبكة من الحدائق العلوية التي تنقسم حول كل برج. ثلاثة من الأبراج سميت بعد ذلك الأحجار الكريمة، الماس، الفيروز والمرجان والثلاثة الاخرون سُموا بعد ذلك الروائح العربية، المسك، الانبار وآل ياس. تكلف المرحلة الأولى من مرسى دبي أكثر من 1.2 مليار درهم إماراتي. تم تصميم المخطط من قبل هوك وكان المقاولون هم الفطيم كاريليون ونصاح ملتيبليكس.

### المرحلة الثانية
في المرحلة الثانية من مشروع مرسى دبي يتكون من أكثر من 200 من المباني العالية الارتفاع، ويتضمن أبراج المجرة وأبراج تؤام السحاب من قبل شركة إعمار.
عند الانتهاء، فإنه من المستخق أن يكون أكبر مرسى من صنع الإنسان في العالم. على عكس الأماكن الأخرى من دبي هناك فوريشواي متاح للجمهور حول المرسى وبعض المناطق من طريق المحيط العام على طول الشاطئ مع واجهات لنخلة جميرا. أكبر مرسى حالي من صنع الإنسان في العالم هو مرسى ديل ري في ولاية كاليفورنيا، الولايات المتحدة الأمريكية.
وتتراوح غالبية ناطحات السحاب ما بين 250 متر (820 قدم) إلى 300 متر (984 قدم)، بما في ذلك برج كيان،  أوشن هايتس،  مارينا بيناكل،  برج سولافة  وعدد قليل أطول من 350 متر (1,148 قدم) متر و 400 متر (1,312 قدم)، والتي تشمل إيليت ريزيدنس،  23 مارينا،  برج الأميرة،  مارينا 101،  داماك ريزيدينز،  أبراج بينتومينيوم، التي ترتفع إلى 516 متر (1,693 قدم) متر.

### جميرا بيتش ريزيدنس
جميرا بيتش ريزيدنس بطول 1.7 كم (1.1 ميل)، 2 كيلومتر مربع (0.77 ميل مربع) مجتمع الواجهة البحرية منطقة الطابق الأرضي تقع مقابل الخليج العربي في مرسى دبي. إنه أكبر مشروع سكني أحادي الطور في العالم ويحتوي على 40 برجًا (35 منها سكنية و 5 فنادق). يمكن لـ جي بي آر استيعاب حوالي 15000 شخص، يعيشون في شققه وغرف الفندق. يحتوي المشروع على 6,917 شقة، من استوديوهات تبلغ مساحتها 900 قدم مربع (84 متر مربع) إلى بنتهاوس تبلغ مساحتها 5500 قدم مربع (510 متر مربع). تم إطلاق جميرا بيتش ريزيدنس في أغسطس 2002 من قبل شركة دبي للعقارات (إحدى الشركات التابعة لدبي القابضة) بتكلفة 6 مليارات درهم وتم الانتهاء منها في عام 2007. يعد مطعم «ذا ووك» في جي بي آر ومنطقة التسوق، المجاور للشاطئ وراء جي بي آر، موقعًا شهيرًا للغاية لتناول الطعام في الهواء الطلق. هناك خمسة فنادق، تم تصنيفها على أنها 5 نجوم أو 4 نجوم، ثلاثة منها فنادق مخصصة لهذا الغرض، في حين أن اثنين آخرين من الأبراج السكنية المحولة.

#### ممشى  جميرا بيتش ريزيدنس

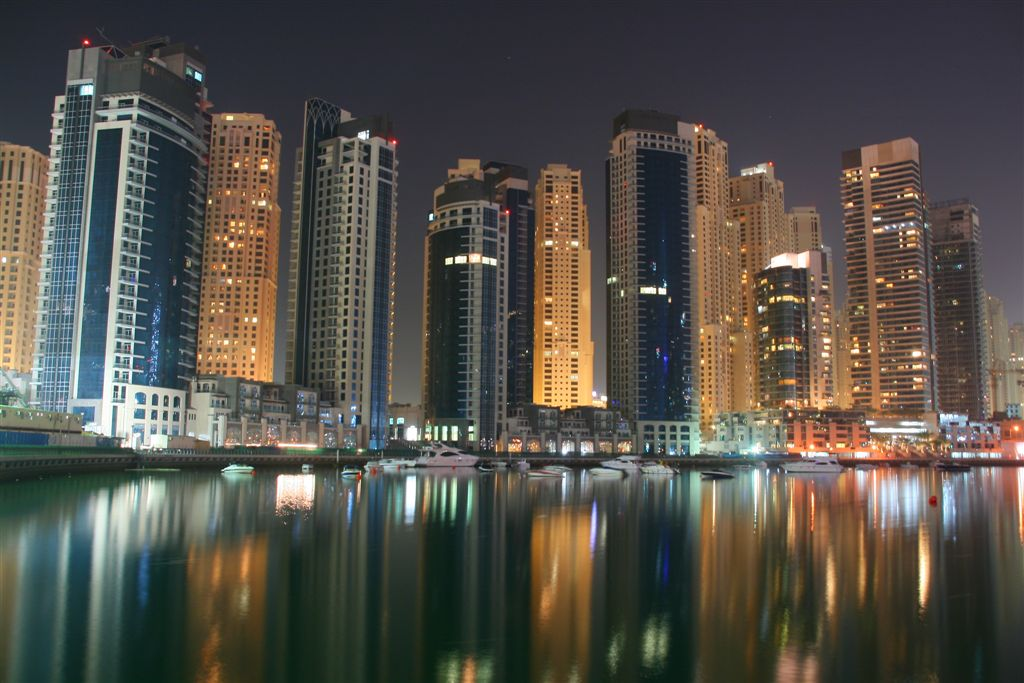
أبراج دبي مارينا

الممشى في جميرا بيتش ريزيدنس هوعبارة عن شريط بطول 1.7 كم على مستوى الأرض وساحة م من المجمع، وقد تم تطويره من قبل دبي للعقارات، وتم الانتهاء منه بحلول عام 2007 وافتتح رسميا في أغسطس 2008.

#### الشاطئ
الشاطئ في جميرا بيتش ريزيدنس هو منطقة معقدة شيدت على الشاطئ أمام جي بي آر بواسطة شركة مراس القابضة، وهي شركة مملوكة من قبل الشيخ محمد بن راشد آل مكتوم، نائب رئيس الدولة رئيس مجلس الوزراء في دولة الإمارات العربية المتحدة وحاكم دبي. سيشمل المشروع، الذي يضم أربعة الساحات، الجزء الأكبر من الشاطئ بين فنادق هيلتون وشيراتون. يضم المجمع عددًا من مستويات مواقف السيارات بالإضافة إلى سبعين منفذًا لبيع المواد الغذائية والمشروبات، بالإضافة إلى المرافق الترفيهية.

### السحاب
السحاب عبارة عن برج توأمي على الواجهة البحرية يطل مباشرة على أكبر خليج من المياه في مرسى دبي. من المستوى الثالث من منازل مارينا إلى أعلى، يطل جميع السكان على مرسى دبي. تم تطويره من قبل إعمار، ويعتبر برج دبي مارينس الأكثر تميزًا. يستفيد من أعلى سعر للقدم المربع في دبي.

### المجرة
المجرة عبارة عن مجمع سكني مكون من خمسة مبانٍ يضم شققًا ذات واجهة بحرية شاهقة متاخمة للمكان الذي اعتاد أن يكون فيه نادي مرسى دبي القديم لليخوت ويطل على الجزء الأكبر من الخليج.

### مارينا برومينيد
مارينا بروميناد هو جيب سكني في مرسى دبي. يقع داخل الحدود البانورامية لمرسى دبي، ويطل على الجزء الأكبر والأكثر خلابة من الخليج ويقع في مكان مثالي مقابل نادي مرسى دبي لليخوت. يضم مارينا برومينيد ستة أبراج وفيلات سكنية تطل على الخليج.

### رصيف مارينا
يبلغ طول مرسى مارينا 20 مترًا فوق المياه على الواجهة البحرية. إلى جانب الشقق والفيلات، يحتوي المشروع على متاجر ومنافذ بيع أخرى. مارينا رصيف هو تطوير سكني من ثلاثة مبان. المباني هي رصيف الشرق، رصيف الغرب ورصيف الشمال.

### بارك ايلاند
بارك آيلاند هو مشروع سكني مكون من أربعة أبراج يضم بلاكي وبونير وفيرفيلد وسانيبل. تم وضع الأبراج داخل بارك ايلاند مع الحدائق والحدائق الطبيعية.

### دبي مارينا مول
دبي مارينا مول هو مركز تجاري يقع في وسط دبي مارينا، لسكان وزوار دبي مارينا. ويضم 140 منفذ بيع بالتجزئة، موزعة على مساحة إجمالية قابلة للتأجير تبلغ 390,000 قدم مربع، مما يجعله أحد أكبر مراكز التسوق في دبي. اكتمل المركز التجاري وافتتح في ديسمبر 2008.

### ممشى دبي مارينا
يبلغ طول مارينا دبي الممشى 7 كيلومترات، ويتميز بالأشجار المصفوفة على جانبيه، وضمّه لعددٍ كبيرٍ من المطاعم والمقاهي المعروفة والأنشطة الخارجية بما فيها :
- المشي وركوب الدراجات الهوائية
- التسوّق في دبي مارينا مول
- الذهاب في جولة بحرية و القيام برحلات الصيد لهواة الصيد البحري

## وسائل النقل

### دبي مارينا (مترو دبي)

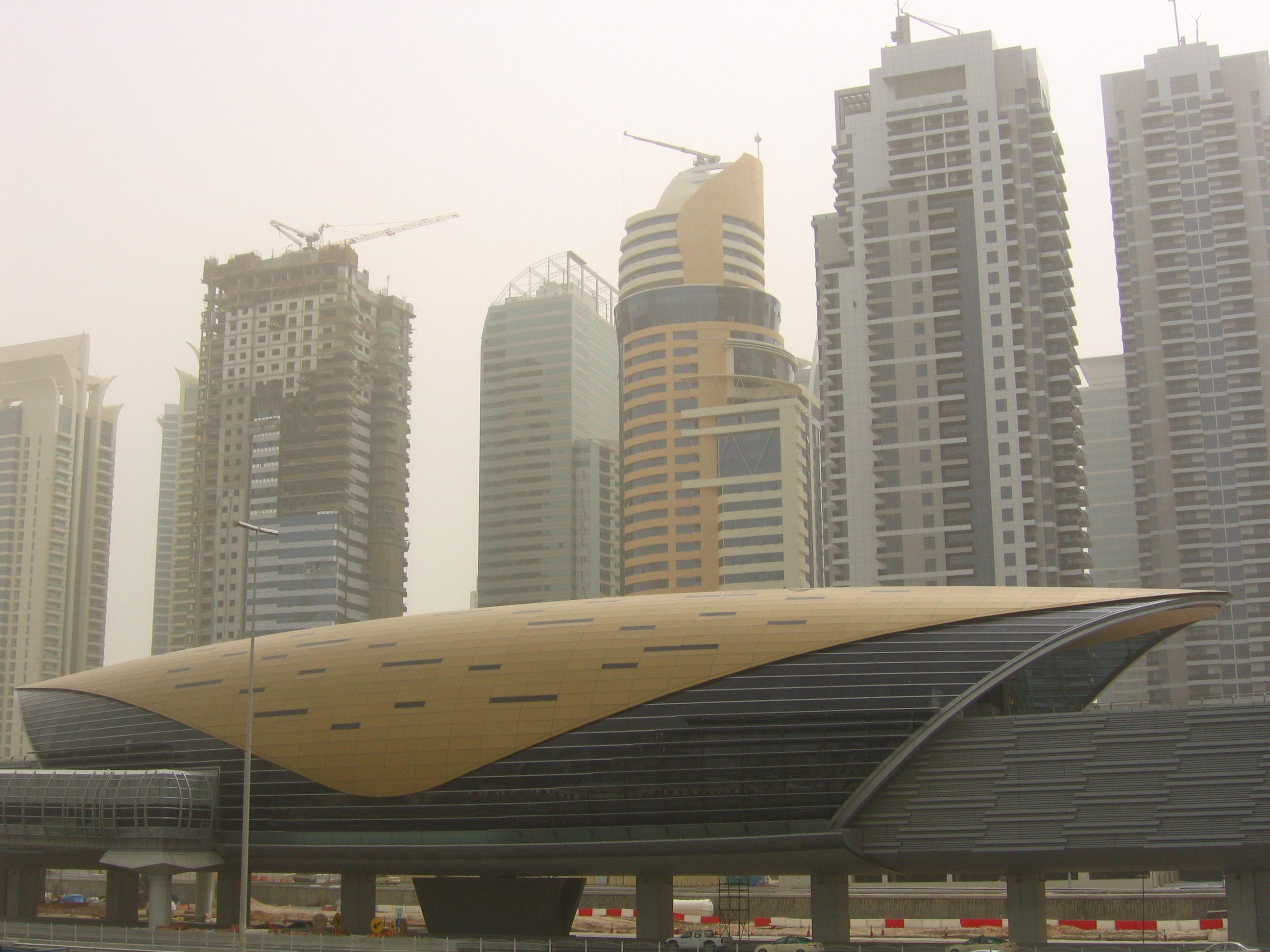
محطة مترو دبي مارينا

تم توصيل مرسى دبي عبر الخط الأحمر لمترو دبي إلى أماكن أخرى في دبي. دبي مارينا (بالعربية: مرسى دبي) هي محطة عبور سريعة على الخط الأحمر لمترو دبي في دبي. تم افتتاحه في 30 أبريل 2010 كجزء من ملحق ابن بطوطة. تقع محطة دبي مارينا بالقرب من التقاطع 5 من شارع الشيخ زايد، على بعد حوالي 20 كيلومتر (12 ميل) جنوب غرب وسط مدينة دبي. تقع إلى الشرق من النصف الشمالي من مرسى دبي وإلى الغرب من الجزء الشمالي من أبراج بحيرة الجميرا. تقع محطة دبي مارينا على جسر موازي للجانب الشرقي من شارع الشيخ زايد. يتم تصنيفها كمحطة مرتفعة من النوع 2، مما يشير إلى وجود ملتقى مرتفع بين الشارع ومستوى المنصة. يتم الوصول إلى المشاة للوصول إلى المحطة عبر ممرات فوق طريق الشيخ زايد، مما يربط بين التطورات على جانبي الطريق. في سبتمبر 2014، حصلت داماك العقارية على حقوق التسمية لمحطة دبي مارينا، مما أدى إلى إعادة تسميتها لتصبح محطة داماك.

### ترام دبي
ترام الصفوح هو ترام يعمل في الصفوح، دبي مارينا. تشغيله 14.5 كيلومتر (9.0 ميل) على طول طريق الصفوح من مرسى دبي إلى برج العرب ومول الإمارات. يتقاطع مع محطتي الخط الأحمر لمترو دبي. يتصل ترام الصفوح أيضًا بمونوريل النخلة جميرا عند مدخل النخلة من طريق الصفوح. بعد الانتهاء في عام 2014، فإنه يخدم مساكن دبي مارينا وجميرا بيتش ريزيدنس.

## التعليم
مدرسة الإمارات الدولية قريبة من مرسى دبي.

## جدال
مثل العديد من مشاريع البنية التحتية الأخرى في الخليج العربي، شهد مرسى دبي إضرابات من جانب العمال (الذين ينتمون عمومًا إلى البلدان النامية، حيث إن السكان المحليين في هذه المناطق غير مستعدين في الغالب للقيام بالأعمال الوضيعة). لقد احتجوا على الأجور السيئة والظروف المتدنية التي غالباً ما يجبرون على العمل أو العيش فيها. في جميع الحالات، كانت الشرطة سريعة لضمان عدم خروج الاحتجاجات عن السيطرة.
في أغسطس / آب 2015، قُبض على أشخاص مختلفين (بمن فيهم ضباط الشرطة)، بعد أن أُلقي القبض عليهم مع المومسات والكحوليات غير القانونية، على متن قارب في مرسى دبي.

## معرض الصور

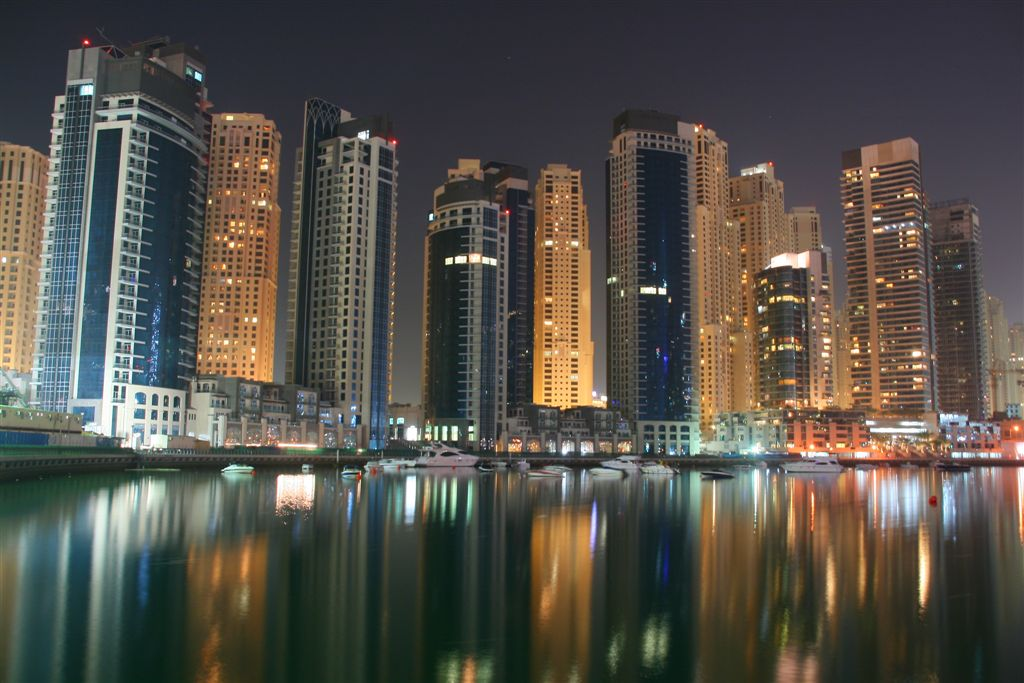
مرسى دبي ليلا
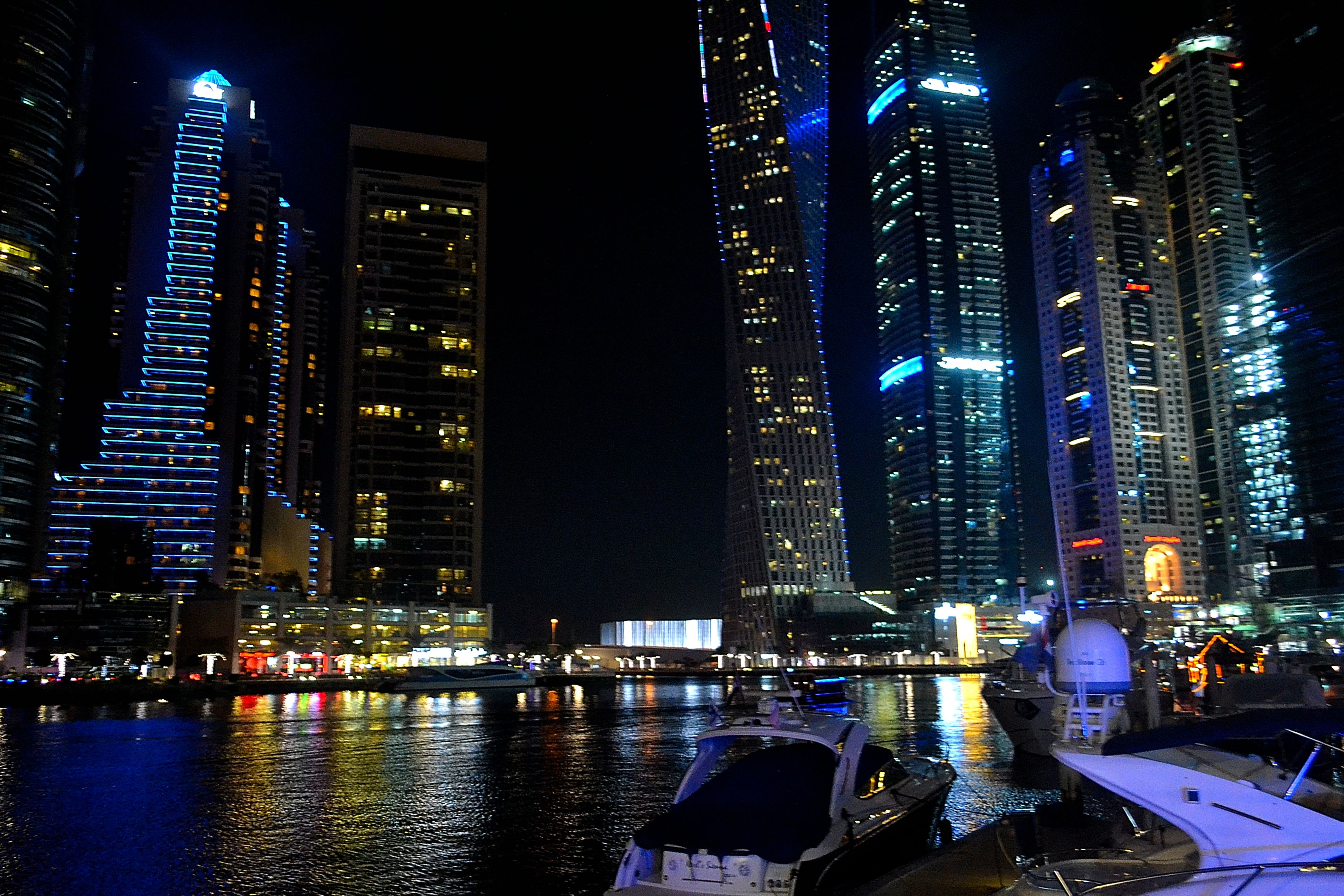
أفق مرسى دبي
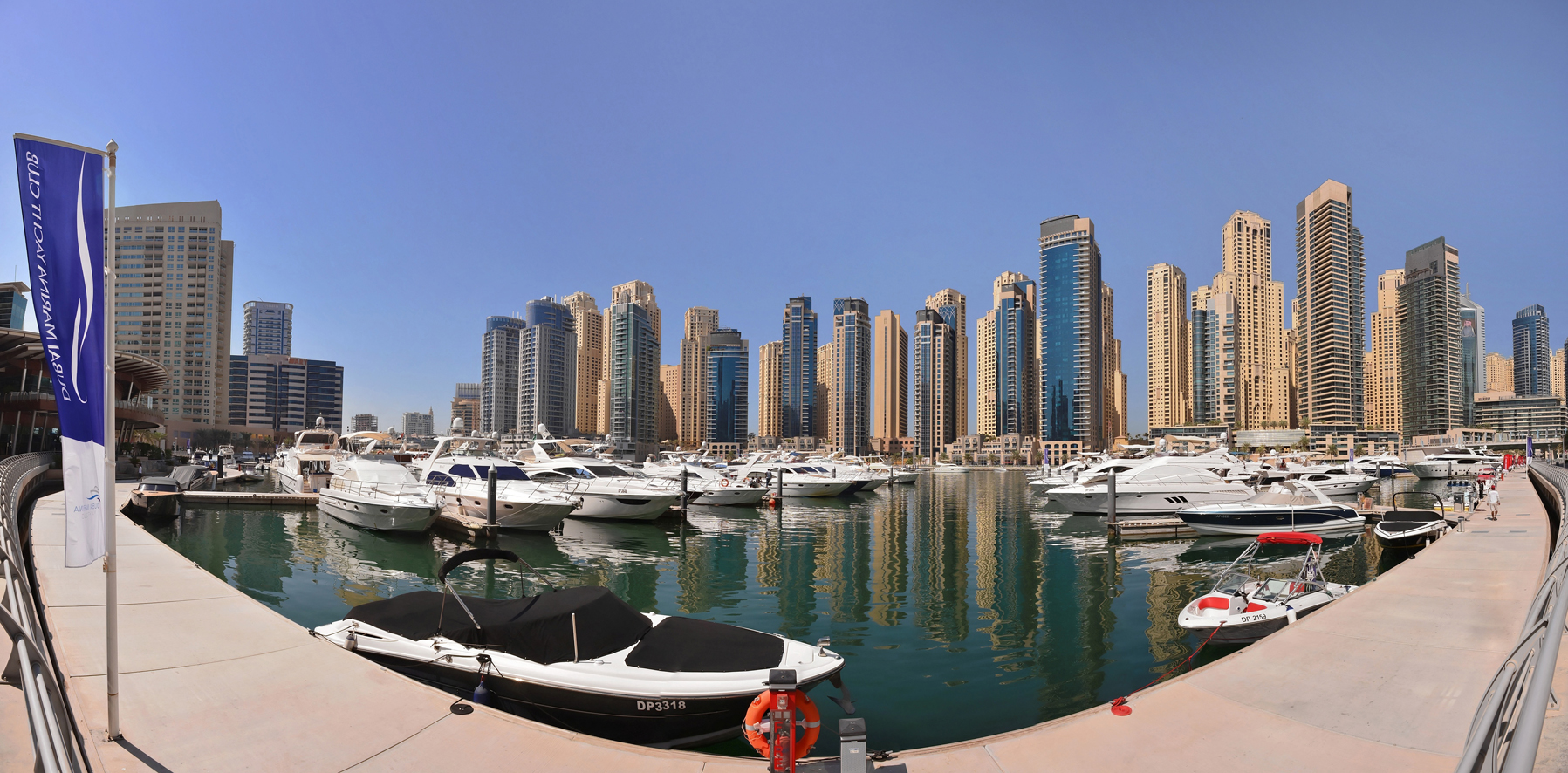
بانوراما دبي مارينا
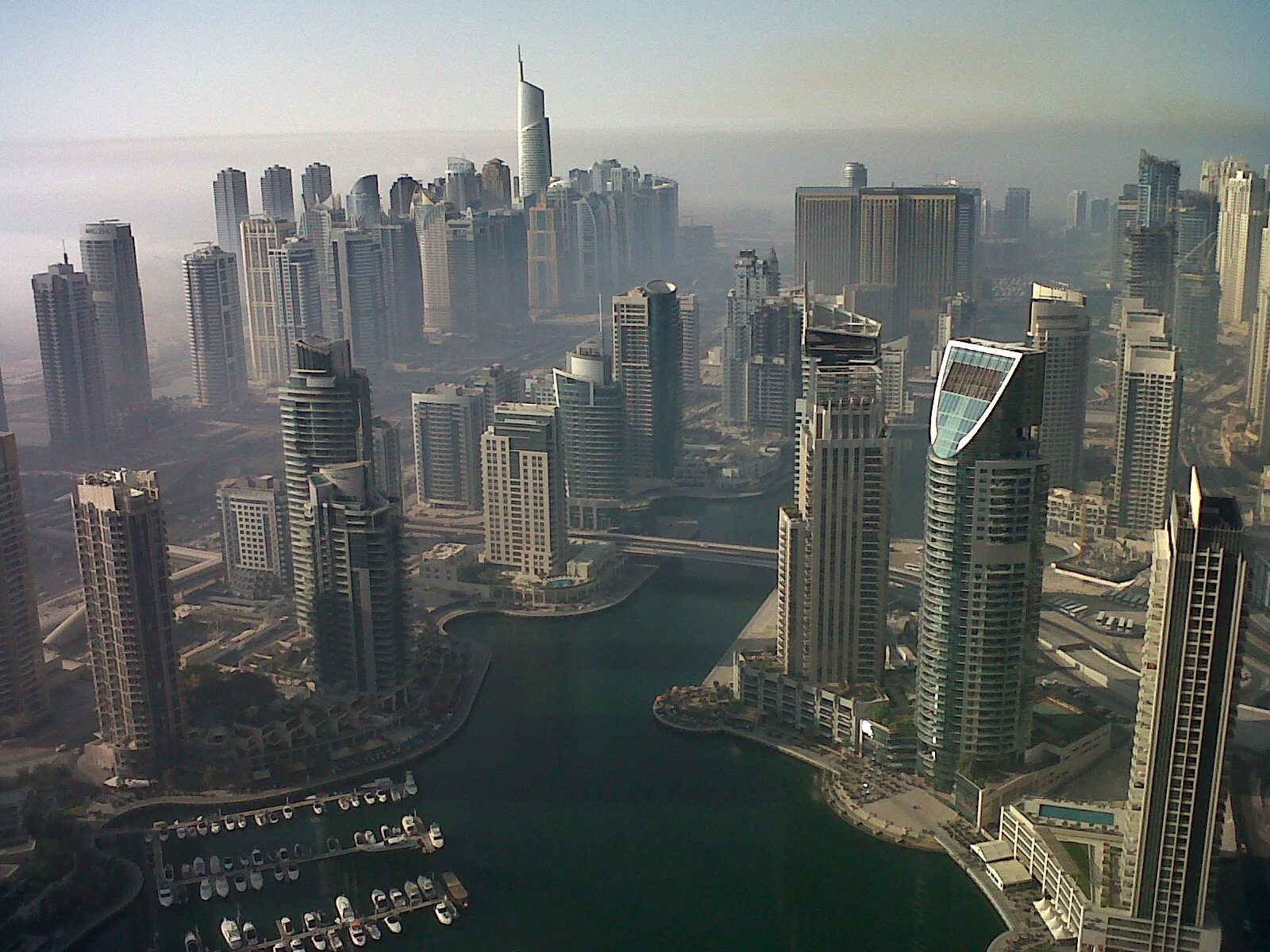
منظر لمرسى دبي من الطابق 64 ببرج مارينا تورش

## وصلات خارجية
- الموقع الرسمي لمرسى دبي نسخة محفوظة 13 أكتوبر 2008 على موقع واي باك مشين.
- عرض بانورامي وتفاعلي لمرسى دبي—جولة عن الواقع الافتراضي (يتطلب برنامج مشغل كويك تايم)
- ايراج مرسى دبي—أبراج في مرسى دبي
- الخيار = com_content & مهمة = عرض & هوية = 88 & Itemid = 101 Dagamaproperties.com